# Poropoea bohemica
Poropoea bohemica is een vliesvleugelig insect uit de familie Trichogrammatidae. De wetenschappelijke naam is voor het eerst geldig gepubliceerd in 1936 door Novicki.